# 夏洛特广场

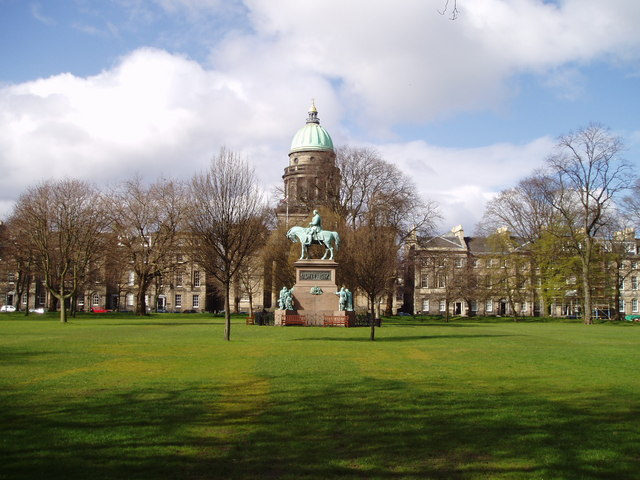
夏洛特广场中心的阿伯特亲王雕塑，在西部戶籍註冊館前

夏洛特广场（Charlotte Square）是苏格兰爱丁堡的一个广场，位于爱丁堡新城，乔治街的西端，与东端的圣安得鲁广场呼应，为世界遗产的一部分。
在詹姆斯·克雷格最初的规划中，这个广场名为圣乔治广场，但是在完成之前就以乔治三世的王后和长女重新命名，以免与城市南部的乔治广场混淆。夏洛特广场是新城第一期最后完成的部分，在1820年完成。它的大部分是罗伯特·亚当的设计，他死于1792年，建设才刚开始。西北角直到1990年代才完成，但是仍然采用原来的设计概念。
花园中心是维多利亚女王的配偶阿尔伯特亲王的骑马雕像，1876年由女王本人揭幕。
中央部分是私人花园，属于周边的业主。每年八月在夏洛特广场花园举行爱丁堡国际图书节。

## 建筑
在北侧，5号是第四代布特侯爵的府邸，他在1903年购买，1947年去世时赠给苏格兰国家信托，1949年到2000年是该机构总部。5号现为爱丁堡世界遗产信托总部。6号布特大廈（Bute House）和7号乔治大厦（Georgian House）也属于苏格兰国家信托。布特大廈是苏格兰首席大臣官邸。
西部戶籍註冊館（West Register House），从前的圣乔治教堂，是西侧的中心。它是由建筑师羅伯特·瑞德设计于1811年。这座教堂开放于1814年，1964年改为今天的用途。